# Hof van Katwijk

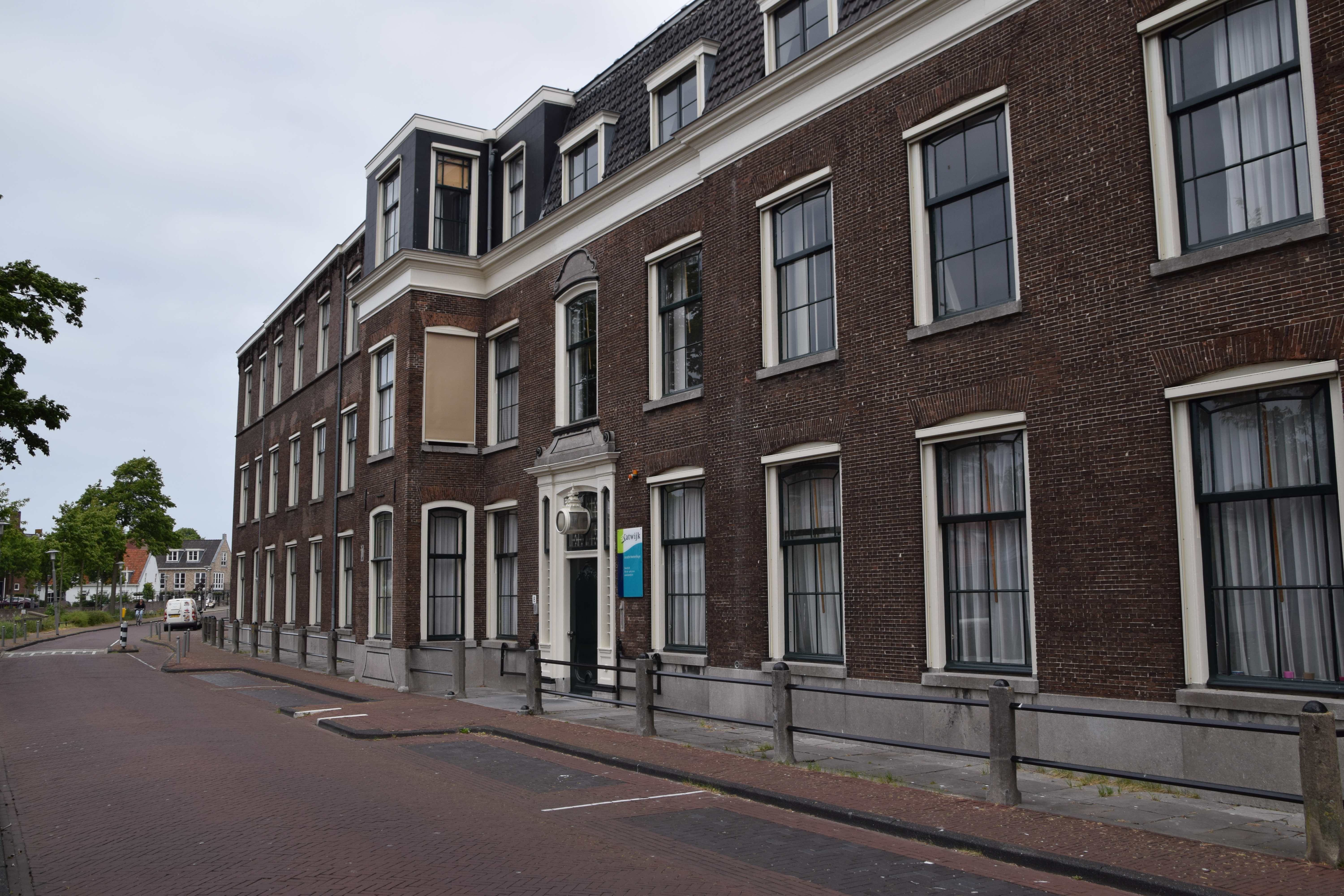
Het Heerenhuis in Katwijk aan den Rijn in 2019.

Het Hof van Katwijk is een Nederlands herenhuis en voormalige buitenplaats aan de Overrijn in Katwijk aan den Rijn. De buitenplaats bestond uit een woonhuis en een tuin, beide aangelegd in de Hollands-classicistische stijl. Het huis is rond 1736 fors uitgebreid. De achterliggende tuin staat bekend als het Heerenschoolbos.

## Voorgeschiedenis
De buitenplaats het Hof van Katwijk werd aangelegd in de voormalige heerlijkheid 't Sant, een kleine heerlijkheid ingeklemd tussen Rijnsburg en Katwijk aan den Rijn. De buitenplaats is aangelegd aan het einde van de 17e eeuw door Maria van Reigersberg of haar zoon Willem van Lyere (III). Nadat Willem van Lyere (II) was overleden werd zijn vrouw Maria van Reygersberg vrouwe van Katwijk. Zij gaf aanvankelijk de opdracht aan Pieter Post om een buitenplaats te ontwerpen ter vervanging van Huijs 't Sant dat was vervallen tot een ruïne. Het ontwerp was gesitueerd op de fundamenten van de ruïne maar is om onbekende redenen niet uitgevoerd. In plaats daarvan is er een buitenplaats aangelegd aan de Overrijn. De eerste vermelding van de buitenplaats is te vinden in het boek Catti aborigines Batavorum uit 1697 van de Katwijkse predikant en geschiedschrijver Adriaan Pars. 

## Het Hof van Katwijk als lustoord (~1680 - 1831)

### Het Heerenhuis
Het Heerenhuis was oorspronkelijk een luxueus buitenhuis zonder verdiepingen met Hollands-classicistische bouwelementen.  

### De tuinen

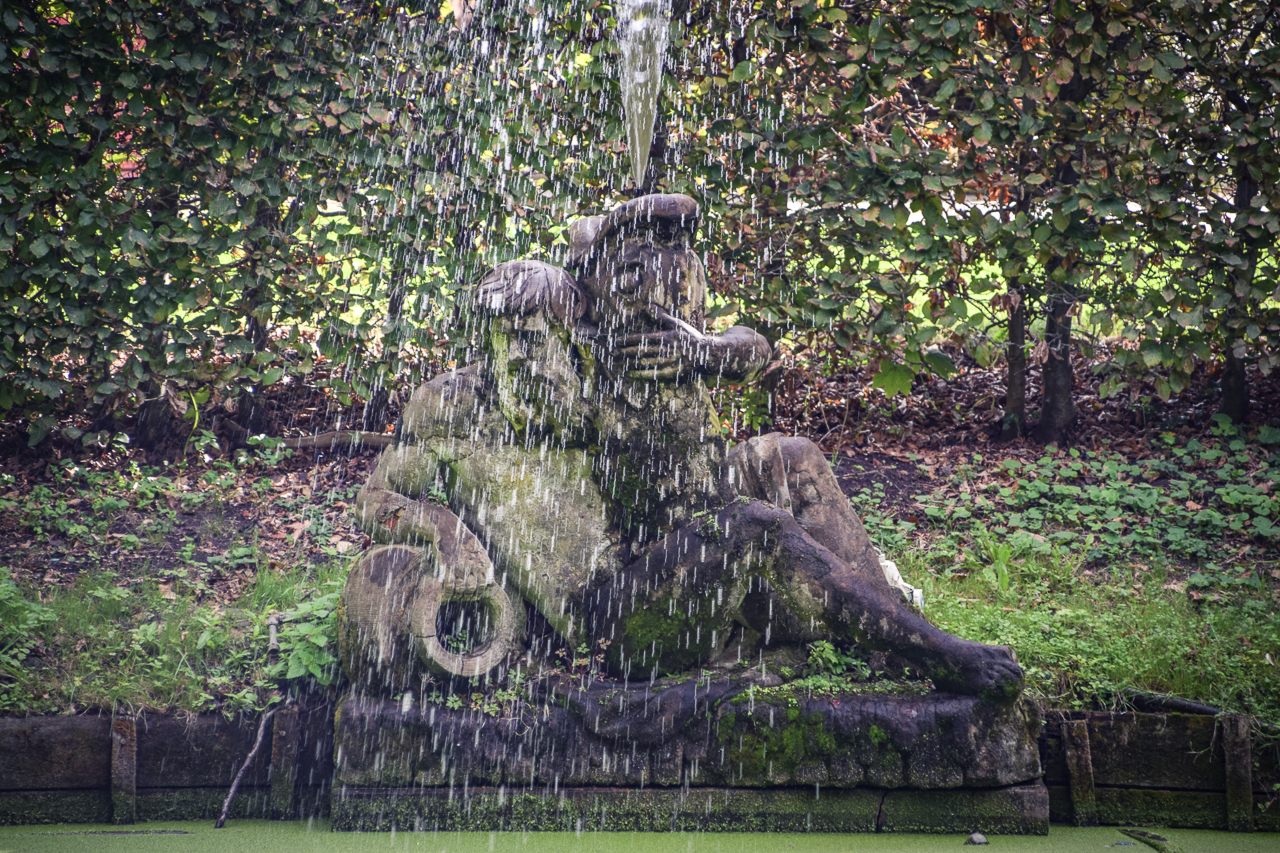
De Rijngod in de hoofdvijver van het Hof van Katwijk

De tuinen achter het huis zijn aangelegd volgens de Hollands-Classicistische tuinarchitectuur die in de tweede helft van de 17e eeuw in de mode was. Een centrale laan vormt de middenas van de tuin met aan het begin het Heerenhuis. De aanleg van de vijvers en lanen aan beide zijden van de middenas is symmetrisch en proportioneel. Aan de kop van de tuin ligt een vijver met een fontein. De fontein stelt een riviergod voor, de Rijngod of Rhenus Pater. Het gebied waar de tuin is aangelegd is van oorsprong een opwas in de Oude Rijn. 
Over de oorspronkelijke aanleg van de tuin is niet veel bekend. De beschrijving in Catti aborigines Batavorum (1697) schetst een beeld van een 'sierlijke tuin' waar de Heer van Katwijk 'zich met de groente, jacht en visserij, wat wil verluchten'.
Pars beschrijft ook de wens van Willem van Lyere (III) om de tuin te vervolmaken, mogelijk naar Frans-Classicistische snit:
'Zijne hoge adelijkheid heeft zich voorgenomen om door zijn eigen land een laan en wandeldreef te maken tot ongeveer Rijnsburg en haar toren (de voormalige abdij), waarvan de wonderen van schaduwen en vergezichten door een geopende poort uit de eetzaal en verdere hofpoorten, met een alleraangenaamste vermakelijkheid te zien zullen zijn. Zoals zijn vrouw moeder vele jaren geleden deze vermaarde dorpen Katwijk en Rijnsburg door een sierlijke plantaadje (beplanting) van een vierendeel uur gaans, in de bloeimaand, recht een weg van Nagtegalen en Leeuwerikken aaneen gehecht heeft.' 
Een beschrijving uit 1736 maakt duidelijk dat de tuin een rijkelijk geoutilleerd lustoord was.
'Een considerabele Tuyn (...) voorzien van verscheide zoo Visryke als andere Vyvers, Starrebos, Terras, en Turkse Tent; een groot nieuw Speelhuys, een zeer fraaye Voliere, waar in een Speelhuys, een beschoote Kom voor Water-Gevogelte, Duyven- en Hoenderhokken &c; zynde verder dezelfde Tuyn bepoot en beplant met de allerbeste uytgezogte Fransse als andere vruchtboomen, nieuwe Schuttingen, nevens een groote Moes-Tuyn, Broeybakken etc'  
In 1751 bezoekt prins Willem IV de tuin op zijn verjaardag. De Katwijkers grijpen deze gelegenheid aan om een verzoekschrift in te dienen betreffende de visserij. 
In 1776 is er sprake van een Oranjerie waarin diverse exotische planten staan, waaronder citroenboompjes, sinaasappelboompjes, jasmijn, paprika, geraniums, aloe, laurustinus,  mirte, vleugeltjesbloem en laurier. Ook is er sprake van een manegerie (hoenderhof) met kippen, krielkippen, hanen, eenden, ganzen en pauwen.  De manegerie is in 1856 getekend door tekenaar Carel Behr.    

#### Johan David Zocher sr.
In 1801 wordt de tuin uitgebreid en krijgt Johan David Zocher de opdracht dit gedeelte aan te leggen in de Engelse landschapsstijl. Het reeds bestaande deel van de tuin wordt 'verlandschappelijkt', maar de oude Hollands-Classicistische vijver-, en lanenstructuren blijven gespaard. Een kaart uit 1820 toont de tuinen in haar hoogtijdagen. Het zuidelijke gedeelte toont duidelijk de kronkelende padenstructuren van een Engelse landschapstuin terwijl de strakke Hollands-Classicistische structuren van de oorspronkelijke tuin nog intact zijn. De zuidelijke vijver is gedeeltelijk gedempt om toegang te verlenen aan het nieuwe 'Zocher'-gedeelte. Aan de noordzijde (nu dierenweide) bevinden zich moestuinen en het hoenderhof is gesitueerd bij het Heerenhuis. Direct achter het Heerenhuis bevinden zich de broeibakken.  

## Sint Willibrorduscollege (1831 - 1928)
In 1831 wordt de buitenplaats verkocht aan Cornelis Ludovicus baron van Wijkersloot die er het Sint Willibrorduscollege sticht. Dit gymnasium bezit de buitenplaats tot 1928. Gedurende deze periode wordt het gebouwencomplex aanzienlijk uitgebreid. Dit gaat deels ten koste van de symmetrische tuinstructuur. De zuidelijke vijver wordt grotendeels gedempt om er een neogotische kapel te bouwen. De moestuinen blijven hun oude functie behouden. De leerlingen van het gymnasium verbouwen er hun groenten. 

### Carel Behr
Ter gelegenheid van het 25-jarig jubileum maakt de tekenleraar Carel Behr in 1856 een serie prenten van het leven op het gymnasium. Een aantal van deze prenten zijn een weergave van de tuin waarop duidelijk kenmerken te zien zijn van zowel de oorspronkelijke symmetrische tuin als de Engelse landschapstuin. De hand van Zocher is te herkennen aan de natuurlijke vijveroevers en de variatie aan boomsoorten in de tuin.  
Een tekening van de centrale laan laat de (inmiddels door bebouwing doorbroken) zichtlijn zien vanaf de grote vijver richting het Heerenhuis. Tegen de achterzijde van het Heerenhuis is in 1851 een pand gebouwd met de naam Mutua Fides, het credo van het gymnasium wat wederzijds vertrouwen betekent. Ook zijn er twee van de vier manshoge tuinvazen ingetekend, die de tuin nog altijd sieren. 

## Franciscaner missiecollege (1928 - 1963)
In 1928 vertrekt het gymnasium naar Den Haag en nemen de Franciscaner minderbroeders de buitenplaats over om daar een missiecollege te beginnen. Aan deze periode herinnert nog het kleine kerkhofje aan het einde van de Mariavijver. Hier liggen priesters begraven die na hun opleiding over de wereld uitwaaierden om het evangelie te verspreiden. Ook voegden de Franciscanen een beeld toe aan de beeldentuin, dat van de heilige Franciscus Solanis. Ook in de periode van het missiecollege blijven de moestuinen aan de Rijnsburgse Vliet dienst doen in hun oude functie. Aan de boomgaarden uit deze periode herinneren de perenbomen langs de Mariavijver en de appelbomen ten westen van de grote vijver.  

### Oorlog en verval
In de meidagen van 1940 wordt er op en rondom het missiecollege hevig gevochten. Nadat Nederland tot overgave is gedwongen neemt de bezetter bezit van het gebouwencomplex wat uiteindelijk zal leiden tot grote schade aan zowel de tuinen als de gebouwen. Het bos wordt grotendeels gekapt ten behoeve van aspergeversperringen op het strand van Katwijk en de rest wordt door Pater Mikx (de bomenpater) als stookhout verkocht tijdens de hongerwinter. In het Zocherpark rond het tolhuis worden loopgraven aangelegd en de neogotische kapel gaat verloren tijdens een geallieerd bombardement. Veel tuinbeelden zijn na de oorlog spoorloos verdwenen.  

### Na de oorlog
Na de oorlog is de boomaanplant van de tuin zo goed als volledig gekapt. De neogotische kapel wordt in 1953 vervangen door de sobere Sint Willibrorduskapel. In de jaren na de oorlog verdwijnt ook het Jezuïetenkerkhofje in de zuid-oosthoek van de tuin.  

## Beeldentuin
Rond het jaar 1900 worden er diverse series ansichtkaarten uitgebracht met foto's van het gymnasium en de tuinen. Op de foto's zijn diverse tuinvazen, ornamenten en tuinbeelden te zien die vermoedelijk afkomstig zijn uit verschillende periodes tussen 1700 en 1900. Zo zijn er beelden te zien met een mythologische achtergrond die passen bij de Hollands-, of Frans-classicistische tuinarchitectuur maar ook beelden met een christelijk-katholieke betekenis die vermoedelijk door het gymnasium zijn toegevoegd.
| Beeld              | Locatie                                               | Toelichting | Status                      |
| ------------------ | ----------------------------------------------------- | --- | --------------------------- |
| Daphne             | Grote vijver                                          | Rechts van de Rijngod stond een Daphne. Daphne was een jachtnimf en dochter van de riviergod Peneus. (Daphne verandert volgens de mythe in een laurierboom. (Een boom die genoemd wordt in de inventaris van de Oranjerie)                                             | Verdwenen                   |
| Rijngod            | Grote vijver                                          | De Rijngod lag oorspronkelijk in de vijver maar ligt nu aan de rand van de vijver. Hij heeft een vis onder zijn arm waar water uit spuit. Oorspronkelijk stroomde het water echter uit de kruik onder zijn andere arm. De kruik symboliseert de bron van de Oude Rijn. | Aanwezig/ beschadigd        |
| Herten             | Ingang weide/hertenkamp                               | Twee levensgrote herten liggen aan weerszijden van het toegangshek naar de weide. | Verdwenen                   |
| Herdersjongens     | Grote vijver                                          | Twee herdersjongens, waarvan één een kalf draagt en de ander een fluit bespeelt | Verdwenen                   |
| Putti met bazuinen | Grote vijver                                          | Links en rechts van de Rijngod stonden twee putti met bazuinen. | Verdwenen                   |
| Maria              | Mariavijver                                           | Het Mariabeeld bevond zich aan de noordzijde van de Marialaan aan de Mariavijver. Het huidige beeld is geplaatst nadat het oorspronkelijke (grotere) beeld is verdwenen.                                                                                               | Verdwenen/aanwezig          |
| Jozef              | Mariavijver                                           | Aan de Mariavijver heeft ook een Jozefbeeld gestaan | Verdwenen                   |
| Heilig Hart        | Zuidzijde bij voormalige zuidelijke vijver            | Dit was een Christusbeeld dat zich aan de zuidzijde van de Marialaan bevond. | Verdwenen                   |
| Franciscus Solanis | Aan de kop van de Mariavijver, tegen het kerkhof aan. | Dit beeld is waarschijnlijk afkomstig van een missiecollege uit Sittard, dat Franciscus Solanis als beschermheilige had en fuseerde met het Katwijkse missiecollege.                                                                                                   | Aanwezig, zwaar beschadigd. |